# 荆浩
荆浩（850年？—911年？），字浩然，号洪谷子，山西沁水人。中国五代后梁画家。是中国画史的重要代表人物之一，在山水画发展过程中具有重要影响，他开创了全景山水，与他的弟子关仝在画史上合称“荆关山水”。著有《筆法記》。:233-234

## 生平
生卒年不詳。出生地另一说为河南济源。乾符元年（874年）前后，曾得到同乡裴休的关照，从家乡来到京都（今河南开封）为一小官，曾在当时著名的双林院绘制壁画。唐末五代时期，天下动乱，荆浩采取了消极避世的態度，披发入山，隐居于太行洪谷，因自号洪谷子，并以绘画作为消遣。約卒於后梁末年。

## 艺术风格
擅画山水，创立了北方山水画派。荆浩广泛研习了李思训父子、吴道子、王维、項容、张璪等人的画法及风格，自称兼得吴道子用笔之法及项容用墨之长，创造了水晕墨章的表现技法。除吸收前人技法之外，还经常携笔到山中写生，临摹古松尤甚。确立了山水画皴染技法的形成和全面发展，使中国的山水画大大前进了一步。

## 著述及传世作品
荆浩晚年所著有《笔法记》，内容博大精深，是中国山水画画法理论的最重要的著作之一。该文的体裁采用对话的形式，通过一个爱好对古松写生的青年与一个是自称“石鼓岩子”的老叟的问答，表达出作者自己的艺术见解。
《匡庐图》为其最著名的传世作品，现藏于臺北國立故宮博物院。另据《宣和画谱》记载, 荆浩曾画《写慧襄王遇神女图》4幅以及《秋景渔夫图》3幅等，已经失传。